# Roland Gardner

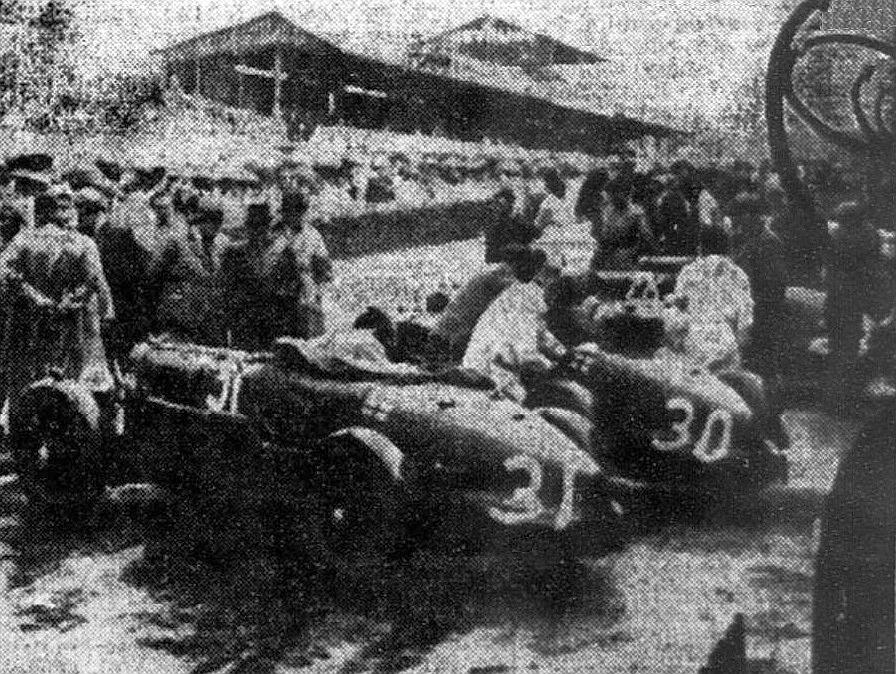
Der von Roland Gardner gefahrene Aston Martin 1½ Ulster, vor dem Start zum 24-Stunden-Rennen von Le Mans 1935

Roland Percy Gardner (* 25. Juli 1912 in Woodford Rugby; † 31. Juli 1989 in Saint Helier) war ein britischer Autorennfahrer.

## Karriere
Ronald Gardner startete während seiner Fahrerkarriere zweimal beim 24-Stunden-Rennen von Le Mans. Jeweils mit Landsmann Alfred Beloë als Teampartner erreichte er 1934 im Singer 9 Le Mans den 23. Gesamtrang und im Jahr darauf im Aston Martin 1½ Ulster den 15. Rang im Schlussklassement. 

## Statistik

### Le-Mans-Ergebnisse
| Jahr | Team                  | Fahrzeug               | Teamkollege  | Platzierung | Ausfallgrund |
| ---- | --------------------- | ---------------------- | ------------ | ----------- | ------------ |
| 1934 | Roland Gardner        | Singer 9 Le Mans       | Alfred Beloë | Rang 23     |              |
| 1935 | Alfred Thomas Gardner | Aston Martin 1½ Ulster | Alfred Beloë | Rang 15     |              |